# کونه‌رو هومپی
کونه‌رو هومپی (به هندی: Humpy Koneru) (زادهٔ ۳۱ مارس ۱۹۸۷ در ویجایاوادا، هند) استاد بزرگ شطرنج اهل هند است، یک از بهترین شطرنج‌بازان زن تاریخ شطرنج جهان به حساب می‌آید.
کونه رو هومپی به همراه پولگار جز اولین زنانی هستند که تاکنون در جمع برترین شطرنجبازان جهان قرار گرفته‌اند. او در آخرین رنکینگ فیده در اکتبر ۲۰۱۴ با ریتینگ ۲۵۸۱ در رده ۳ زنان جهان قرار گرفته است.